# Caterina Polyxena de Solms-Rodelheim
Caterina Polyxena de Solms-Rodelheim (en alemany Katharina Polyxena von Solms-Rödelheim) va néixer a Rodelheim (Alemanya) el 30 de gener de 1702 i va morir a Heidesheim el 21 de març de 1765. Era filla de Jordi Lluís de Solms-Rodelheim (1664-1716) i de Carlota Sibil·la d'Ahlefeldt-Langeland (1672-1726).

## Matrimoni i fills
El 27 de novembre de 1726 es va casar a Mettenheim amb Cristià Carles Reinhard de Leiningen-Dagsburg-Falkenburg (1695-1766), fill de Joan Carles August (1662-1698) i de Joana Magdalena de Hanau-Lichtenberg (1660-1715). El matrimoni va tenir sis fills: 
- Joan Carles (1727-1734)
- Maria Lluïsa Albertina (1729-1818), casada amb Jordi Guillem de Hessen-Darmstadt (1722-1782).
- Polyxena Guillemina (1730-1800), casada amb Emich Lluís de Leiningen (1709-1766).
- Sofia Carlota (1731-1781)
- Alexandrina (1732-1809), casada amb Enric XI de Reuss-Obergreiz (1722-1800).
- Carolina (1734-1810), casada amb Carles Guillem de Nassau-Usingen (1735-1803).